# Bogdan Broda
Bogdan Broda (ur. 10 lipca 1939 w Poznaniu, zm. 10 kwietnia 2012 tamże) – mistrz Polski w zapasach (1960, 1962, 1963), przedsiębiorca.

## Życiorys
Był absolwentem Zespołu Szkół Przemysłu Spożywczego w Poznaniu.
Trenował styl klasyczny zapasów w poznańskich klubach sportowych Cybina i Energetyk. Tytuł mistrza Polski w zapasach w wadze ciężkiej zdobył w 1960, 1962 i 1963. Był współorganizatorem klubu sportowego Sobieski w Poznaniu (wiceprezes, w okresie 1990-1997 prezes klubu).
Był cukiernikiem. Firma przejęta przez niego od swojego ojca, Zygmunta Brody, w 1974 pod nazwą Firma Bogdan Broda Lody zajmowała się produkcją lodów. Od momentu powstania Cechu Rzemiosł Spożywczych w Poznaniu (1 września 1983) w ciągu kolejnych 16 lat był starszym cechu. Następnie został Honorowym Starszym Cechu.
Został pochowany na cmentarzu Miłostowo w Poznaniu (pole 3, kwatera A, grób 25). 

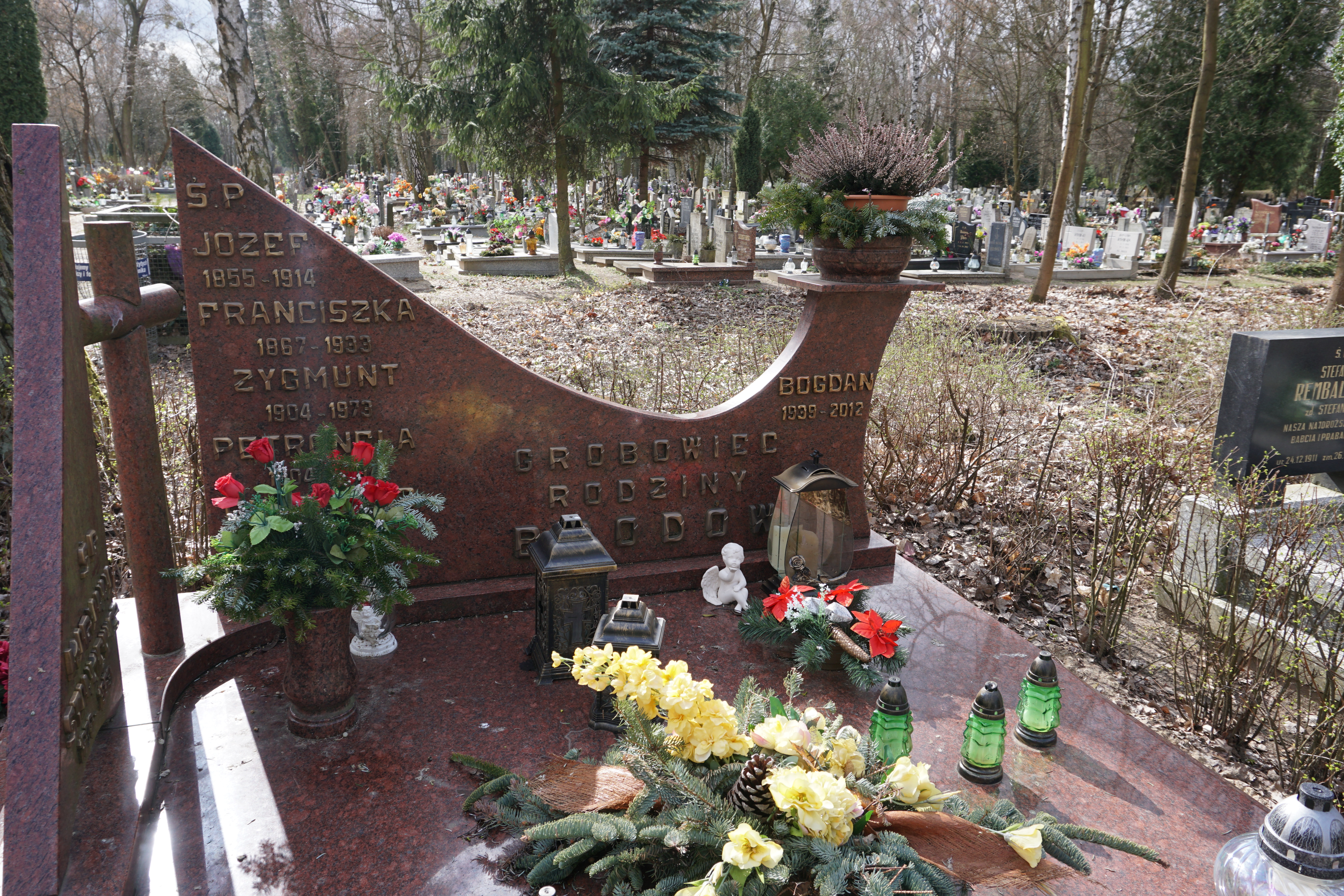
Grób Bogdana Brody na cmentarzu Miłostowo w Poznaniu